# Pouzdřany
Pouzdřany är en ort i Tjeckien.   Den ligger i regionen Södra Mähren, i den sydöstra delen av landet, 210 km sydost om huvudstaden Prag. Pouzdřany ligger 177 meter över havet och antalet invånare är 751.
Terrängen runt Pouzdřany är huvudsakligen platt, men söderut är den kuperad.Runt Pouzdřany är det ganska tätbefolkat, med 72 invånare per kvadratkilometer. Närmaste större samhälle är Hustopeče, 8,3 km öster om Pouzdřany. Trakten runt Pouzdřany består till största delen av jordbruksmark.